# Landon Dickerson
(en) Statistiques sur pro-football-reference
Landon Dickerson, né le 30 septembre 1998 à Hickory en Caroline du Nord, est un joueur professionnel américain de football américain évoluant au poste d'offensive guard pour la franchise des Eagles de Philadelphie dans la National Football League (NFL) depuis la saison 2021.
Auparavant, au niveau universitaire, il a joué dans la NCAA Division I FBS, trois saisons pour les Seminoles de l'université d'État de Floride (2016-2018) et deux saisons pour le Crimson Tide de l'université de l'Alabama où il remporte le titre national 2020 (2019-2020).

## Biographie

### Jeunesse
Dickerson grandit à Hickory, en Caroline du Nord, et fréquente les lycées Hickory et South Cadwell. Il est sélectionné dans la première équipe de son État et joue dans l'Under Armour All-America Game pendant son année senior. Dickerson est considéré comme un espoir quatre étoiles et il décide de se lier avec les Seminoles de Florida State après avoir reçu des offres des Hokies de Virginia Tech, des Volunteers du Tennessee, des Bulldogs de la Géorgie et des Tigers d'Auburn,.

### Carrière universitaire
Dickerson commence sa carrière universitaire à l'université d'État de Floride où il joue pour les Seminoles. Il est désigné titulaire pendant le camp d'entraînement et il devient le premier homme de ligne offensif true freshman  a commencer un match d'ouverture de saison depuis Jamie Dukes (en) en 1982. Il reste titulaire lors des sept premiers matchs avant de se blesser pour le reste de la saison au genou. La saison suivante, il est titularisé lors des quatre premiers matchs avant de rater le reste de la saison à la suite d'une nouvelle blessure. Il se blesse à nouveau après deux matchs lors de son année junior cette fois à la cheville et bénéficie alors d'un statut médical qui ne lui enlève pas une année d'éligibilité. Après la fin de la saison, il rejoint le portail des transferts et choisit de rejoindre l'université de l'Alabama en tant que transfert d'études supérieures, après avoir obtenu son diplôme de premier cycle à Florida State, pour ses deux dernières saisons d'éligibilité.
Dickerson est désigné titulaire au poste de right guard du Crimson Tide pour sa première saison à Tuscaloosa,. Après quatre matchs, il est déplacé au poste de centre bien qu'il n'ait jamais joué à cette place. Titulaire lors des neuf derniers matchs, il est sélectionné en fin de saison dans ma deuxième équipe de la Southeastern Conference (SEC).
Dickerson est titularisé pour les onze matchs de la saison suivante avant de se blesser au ligament du genou droit contre les Gatotrs de la Floride en finale de conférence SEC. Il est sélectionné dans la première équipe de la SEC en fin de saison 2000 et se voit décerner le Jacobs Blocking Trophy (en) en compagnie de son coéquipier Alex Leatherwood. Dickerson est reconnu à l'unanimité joueur All-America et se voit remettre le Rimington Trophy décerné au meilleur centre du pays. Bien que sa blessure l'ait empêcher de jouer, il monte sur le terrain pour jouer le dernier snap de la titre universitaire 2020 remportée 52 à 24 contre Ohio State.

### Carrière professionnelle
Sélectionné en 37e choix global lors du deuxième tour de la draft 2021 par la franchise des Eagles de Philadelphie, il y signe le 26 juillet 2021, son contrat rookie d'une durée de quatre ans.
À la suite d'une blessure subie par Isaac Seumalo en troisième semaine de la saison 2021, Dickerson le remplace et devient titulaire au poste de right guard. Placé sur la liste des réserviste touchés par la Covid-19 le 20 décembre, il est réactivé le 24 décembre 2021.
À la fin de sa deuxième saison, il est sélectionné pour participer aux Pro Bowl Games 2023 comme titulaire en compagnie de deux autres membres de la ligne offensive des Eagles : Jason Kelce et Lane Johnson. Il s'agit de la quatrième fois que l'équipe a trois Pro Bowler sur la ligne offensive durant la même année.
Le 11 mars 2024, Dickerson signe une extension de contrat de quatre ans pour un montant de 84 millions de dollars avec les Eagles, faisant de lui le guard le mieux payé de l'histoire de la NFL.